# Donacia versicolorea
Donacia versicolorea é uma espécie de insetos coleópteros polífagos pertencente à família Chrysomelidae.
A autoridade científica da espécie é Brahms, tendo sido descrita no ano de 1790.
Trata-se de uma espécie presente no território português.